# Kepler-52
 (juin 2025).
Désignations
Kepler-52 est une naine rouge située dans la constellation du Dragon, à environ 321,54 parsecs de la Terre.

## Caractéristiques physiques
Cette étoile est de type spectral M0 V.
Sa température effective est d'environ 4075 K.
Sa masse est estimée à 0,54 fois celle du Soleil.
Son rayon est d'environ 0,52 fois celui du Soleil.
Sa luminosité est d'environ 0,1 fois celle du Soleil.

## Observation
Ses coordonnées célestes sont : ascension droite 19h 06m 57,12s, déclinaison +49° 58′ 32,66″.

## Système planétaire
| Planète     | Masse   | Demi-grand axe (ua) | Période orbitale (jours) | Excentricité | Inclinaison | Rayon   |
| ----------- | ------- | ------------------- | ------------------------ | ------------ | ----------- | ------- |
| Kepler-52 b | 0,42 MJ | 0,06                | 7,88                     | 0,000        | 89,92°      | 0,19 RJ |
| Kepler-52 c | 0,14 MJ | 0,10                | 16,39                    | 0,012        | 90,00°      | 0,16 RJ |
| Kepler-52 d | 0,28 MJ | 0,18                | 36,45                    | 0,000        | 89,98°      | 0,17 RJ |